# Sainte-Colombe (Charente-Maritime)
Sainte-Colombe település Franciaországban, Charente-Maritime megyében. Lakosainak száma 110 fő (2022. január 1.). Sainte-Colombe Chatenet, Chepniers, Polignac és Pouillac községekkel határos.

## Népesség
A település népessége az elmúlt években az alábbi módon változott:
| Lakosok száma | 139  | 127  | 120  | 119  | 114  | 114  | 109  | 107  | 104  | 110  |
|               | 1968 | 1982 | 1990 | 2006 | 2013 | 2015 | 2017 | 2019 | 2020 | 2022 |